# 한다혜 (희극인)
한다혜(본명: 김다혜, 1989년 7월 13일 ~ )는 대한민국의 희극 배우이다. 2014년에 SBS 14기 공채 개그우먼으로 데뷔했다.

## 출연작

### 방송
- 웃찾사 (SBS)